# Patrice Leraut
 (décembre 2013).
Patrice Leraut est un entomologiste et écrivain français contemporain, né à Paris vers 1950, lauréat de l'Académie française en 2000 (Littérature et philosophie).
Patrice Leraut est chercheur au Muséum national d'histoire naturelle de Paris. Il s'est illustré dans le domaine de l'entomologie française dans le dernier quart du XXe siècle, il est l'auteur de plus de 250 publications traitant principalement des Lépidoptères et des Névroptères. À la fin des années 1970, il créé une liste référençant l'intégralité des Lépidoptères connus en France et en Belgique, dont la nomenclature et la synonymie demeurent utilisés actuellement dans de nombreux pays d'Europe : la Liste systématique et synonymique des Lépidoptères de France, Belgique et Corse (1980, seconde édition 1997). Il a réalisé un atlas des hétérocères et rhopalocères d'Europe, édité par les éditions NAP, dont huit volumes sont parus à ce jour, Il a aussi publié des ouvrages destinés à un public plus vaste tels que Regard sur les insectes (2003) et Où les papillons passent-ils l'hiver ? (2012).
Ses découvertes les plus notables sont :  
- La véritable Pyrale du maïs, espèce ravageuse des cultures, sur des fondements morphologiques et génétiques, jusqu'alors confondue avec une autre espèce beaucoup plus polyphage — cette découverte étant toujours sujet d'importantes controverses.
- La Pyrale de Bayasse (Pempeliella bayassensis (en) Leraut, 2001) [8], répandue en Europe du Sud et Afrique du Nord.
- La Fidonie de Leraut (Crocota pseudotinctaria Leraut, 1999), une phalène jaune vif endémique des Alpes centrales et occidentales.

Il a également réalisé de nombreux travaux portant sur Madagascar, dont un volume de la série Faune de Madagascar (tome 72) portant sur les Scopariinae, publié en 1989, ainsi qu'un volume, en supplément indépendant à la série Faune de Madagascar, portant sur les Pyralinae, édité par la Revue française d'Entomologie générale, sorti en 2025.
Patrice Leraut a participé à la création de la revue spécialisée d'entomologie Entomologica Gallica (1983-1993). Par ailleurs, il est le père du chercheur français Guillaume H. C. Leraut (1990-), également entomologiste, et auteur de travaux ponctuels de mycologie. Ce dernier est élu en 2017, membre du Conseil d'administration de la Société entomologique de France et reçoit en 2019 la dignité de Fellow of the Royal Entomological Society (Londres). Guillaume Leraut a aussi fondé la Revue française d'Entomologie générale, en 2019, où Pierre Leraut y contribue régulièrement.
Patrice Leraut est marié à Martine Duvernois, conseillère départementale (LR-UDI) du canton de Torcy (Seine-et-Marne) de 2014 à 2021 et élue locale à Bussy-saint-Georges (Seine-et-Marne).

## Œuvres
- Patrice Leraut, Liste systématique et synonymique des lépidoptères de France, Belgique et Corse, supplément à Alexanor, 1997.
- Patrice Leraut, L'album des insectes, éd. Delachaux et Niestlé, 1999. (Prix Jacques-Lacroix 2000 de l’Académie française).

- Patrice Leraut, Le Guide entomologique, Plus de 5 000 espèces européennes, éd. Delachaux et Niestlé, 2003.
- (en) Patrice Leraut, Moths of Europe, NAP Editions, 2006 (vol. 1), 2009 (vol. 2), 2012 (vol. 3), 2014 (vol. 4), 2019 (vol. 5 et 6).
- (en) Patrice Leraut, Butterflies of Europe, Verrières-le-Buisson, NAP Editions, 2016.
- Patrice Leraut et Gilles Mermet, Regard sur les insectes – Collections d'entomologie du Museum national d'histoire naturelle, Paris, Imprimerie nationale, 2003.
- Guillaume Leraut, « Les Brachodidae de France : notice synthétique et données nouvelles (Lepidoptera, Cossoidea, Brachodidae) », Nouv. Revue Ent. (N.S.), 28 (1), 2012.
- (en) Guillaume  Leraut, « Description of a new subspecies of Callistege mi (Clerck, 1759) (Lep.: Erebidae): Callistege mi delplanquei, nov. ssp. », The Entomologist's Record and Journal of Variation, 125 (2), 2013.